# Odo I. Burgundský
Odo I. Burgundský (1058 – 23. března 1103), známý také jako Eudes Borel, zvaný Rudý, byl v letech 1079 až 1103 burgundským vévodou. Narodil se jako druhý syn Jindřicha Burgundského a byl tedy vnukem burgundského vévody Roberta I. Odo se stal vévodou po abdikaci svého staršího bratra Huga I., který se stal benediktinským mnichem.
Odo byl účastníkem nešťastného obléhání Tudely v roce 1087 a křížové výpravy v roce 1101.

## Rodina
Odo se oženil se Sibylou Burgundskou (1065–1101), dcerou burgundského hraběte Viléma I., se kterou měl několik dětí:
- Helena Burgundská (1080–1141), manželka Bertranda ze Saint-Gilles a Viléma III. z Ponthieu
- Florine Burgundská (1083–1097), manželka dánského prince Svena
- Hugo II. Burgundský (1084–1143)
- Jindřich Burgundský (1084–1143), kněz